# Laurent Puigségur
Laurent Puigségur (* 31. Januar 1972 in Fresnes) ist ein französischer Handballtrainer und ehemaliger Handballspieler.

## Vereinskarriere
Der 1,84 m große Kreisläufer spielte zunächst für den französischen Verein USAM Nîmes, mit dem er 1990 französischer Meister wurde. Ein Jahr später wechselte er zu Montpellier HB, mit dem er neun weitere Meisterschaften gewann. Außerdem errang er siebenmal den Pokal und zweimal den Ligapokal. Der Höhepunkt seiner Vereinskarriere war der Gewinn der EHF Champions League 2003.

## Auswahlmannschaften
Puigségur stand seit 1997 im Aufgebot der französischen Nationalmannschaft und bestritt 72 Länderspiele. Bei der Weltmeisterschaft 2001 wurde er Weltmeister.

## Trainer
Als Trainer betreute Puigségur von 2009 bis 2011 seinen ehemaligen Verein USAM Nîmes. 2016 übernahm er die weibliche U17-Nationalmannschaft von Frankreich. In der Saison 2020/21 trainierte er den französischen Erstligisten Toulon Saint-Cyr Var Handball bis zu seiner Ablösung im Februar 2021.

## Erfolge
- Französischer Meister 1990, 1995, 1998, 1999, 2000, 2002, 2003, 2004, 2005 und 2006
- Französischer Pokal 1999, 2000, 2001, 2002, 2003, 2005 und 2006
- Französischer Ligapokal 2004 und 2005
- EHF Champions League 2003
- Weltmeister 2001